# Bahamagelbkehlchen
Das Bahamagelbkehlchen (Geothlypis rostrata) ist ein kleiner Singvogel aus der Familie der Waldsänger (Parulidae).

## Merkmale

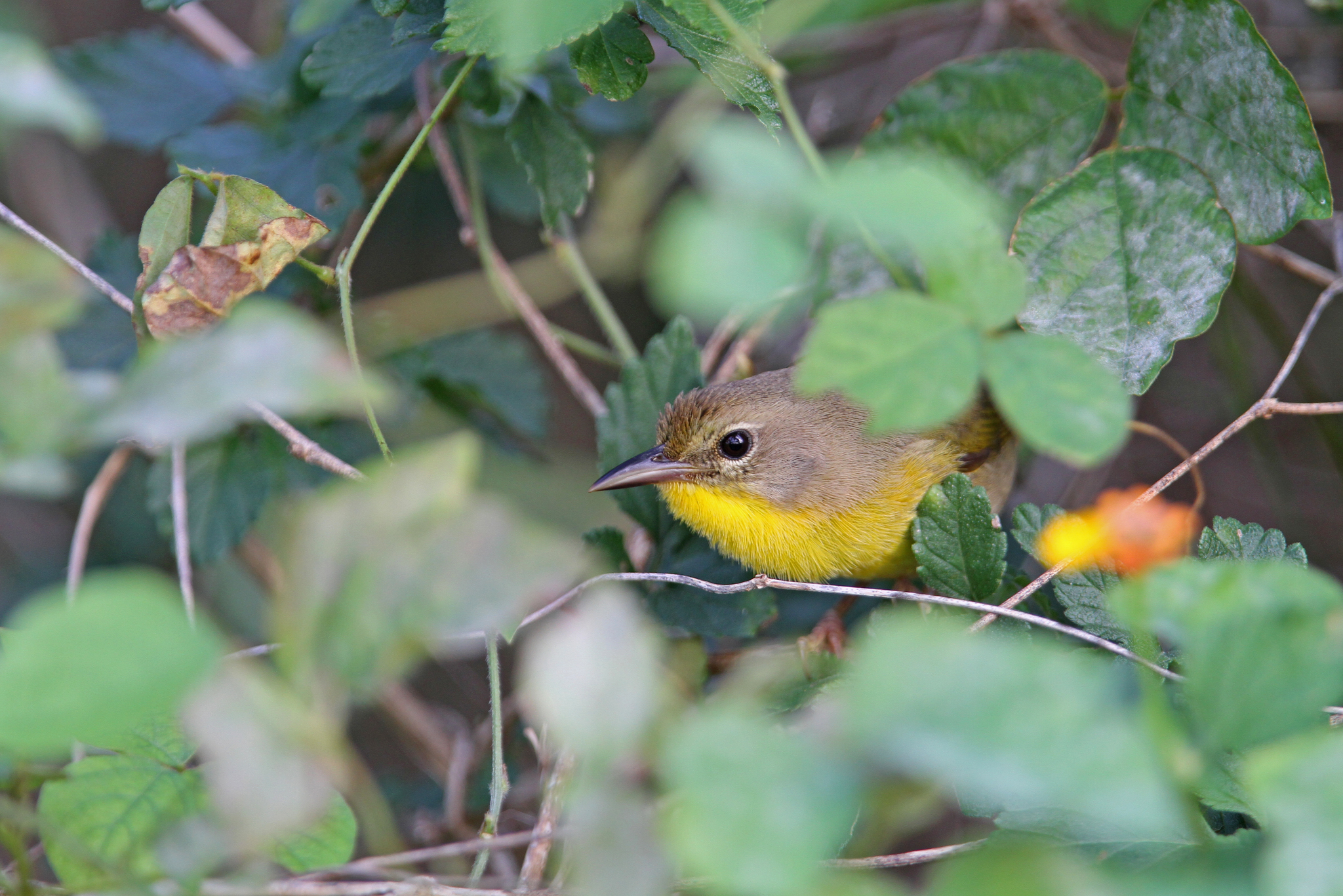
Weibliches Bahamagelbkehlchen

Bahamagelbkehlchen erreichen eine Körperlänge von 15 Zentimetern und wiegen 15,1 bis 17,3 Gramm. Die Flügellänge beträgt beim Männchen 6 bis 6,7 Zentimeter, beim Weibchen 5,7 bis 6,3 Zentimeter. Adulte männliche Bahamagelbkehlchen der Nominatform haben eine schwarze Gesichtsmaske, die über dem Schnabel miteinander verbunden ist, ein angrenzendes grauweißes Stirnkronenband, das sich bis zu den Ohrendecken zieht und ein graues Kronengefieder. Der Nacken ist olivgrau; die Seiten des Nackens und das Oberseitengefieder sind olivgrün. Die Flügel sind dumpf braun mit oliven Federrändern und das Unterseitengefieder gelb, das am Bauch etwas matter ist und manchmal auch weiß sein kann. An den Flanken ist das Gefieder oliv verwaschen. Der Schnabel ist schwarz; die Beine fleischfarben. Mit einer Länge von 1,5 bis 1,7 Zentimeter haben sie den größten und schwersten Schnabel innerhalb der Gattung Geothlypis.
Bei den adulten weiblichen Bahamagelbkehlchen fehlt die schwarze Gesichtsmaske und das Stirnkronenband. Nacken und Krone sind grau bis olivgrau; die Seiten des Kopfes leicht matter olivgrau gefärbt, besonders an den Zügeln. Unter dem Auge grenzt ein schmaler, weißer Streifen. Das Oberseitengefieder ist etwas oliver und Rumpf und Schwanzfedern helloliv. Kehle- und Brustgefieder sind mattgelb, die Flanken oliv verwaschen und der Bauch und die Unterschwanzdecken weißlich. Weibliche Exemplare der Unterarten haben ein ähnliches Aussehen. Männliche Individuen der Unterart  Geothlypis r. coryi haben meist ein gelbweißes Stirnkronenband; Männchen der Unterart Geothlypis r. tanneri ein getöntes, gelbes Stirnkronenband.

## Vorkommen, Ernährung und Fortpflanzung

Verbreitungsgebiet des Bahamagelbkehlchens (grün)

Bahamagelbkehlchen sind auf den Bahamas endemisch. Sie bewohnen einzeln oder paarweise dichtes Gestrüpp und Strauchwerk in trockenen Regionen und farnbewachsene Gegenden. Ihre Nahrung besteht überwiegend aus Insekten und weiteren Wirbellosen. Ihr schalenförmiges Nest legen sie gut versteckt in der dichten Vegetation am Boden oder in einem Baumstumpf an. Das Gelege besteht aus zwei Eiern. Genauere Untersuchungen des Brutverhaltens sind nicht bekannt.

## Unterarten und Verbreitung
Zusammen mit dem Weiden-Gelbkehlchen (Geothlypis trichas), dem Sumpfgelbkehlchen (Geothlypis beldingi) und dem Goldscheitel-Gelbkehlchen (Geothlypis flavovelata) bildet das Bahamagelbkehlchen eine Superspezies.
Es gibt drei anerkannte Unterarten:
- Geothlypis r. rostrata H. Bryant, 1867 – Andros und New Providence
- Geothlypis r. coryi Ridgway, 1886 – Eleuthera und Cat Island
- Geothlypis r. tanneri Ridgway, 1886 – Grand Bahama, Great Abaco (Abaco) und auf den dazugehörigen küstennahen Inselchen

## Gefährdungsstatus
In Andros und New Providence ist die Nominatform Geothlypis r. rostrata selten vorzufinden. Aktuelle Entwicklungstrends gibt es nicht. Sie werden gegenwärtig von der Vogelschutzorganisation BirdLife International als nicht bedroht betrachtet. Von der IUCN werden sie als „nicht gefährdet“ (Least Concern) geführt.